# Марукко, Джустиниано
Джустиниано Марукко (итал. Giustiniano Marucco; 22 августа 1899, Маджора, Пьемонт — 24 октября 1942, Аелли, Абруцци) — итальянский футболист, нападающий. Участник летних Олимпийских игр 1920 года.

## Биография
Джустиниано Марукко родился 22 августа 1899 года в итальянской коммуне Маджора.
Играл в футбол на позиции нападающего. В 1920—1926 годах выступал за «Новару», провёл в чемпионате Италии 58 матчей, забил 16 мячей. В 1927—1928 годах защищал цвета «Ювентуса», сыграл 19 матчей, забил 1 гол. После этого на сезон вернулся в «Новару», где сыграл 28 встреч, забил 6 мячей.
В 1920 году вошёл в состав сборной Италии по футболу на летних Олимпийских играх в Антверпене, занявшей 4-е место. Играл на позиции нападающего, участвовал в матче против сборных Франции и Испании (0:2), мячей не забивал.
После окончания игровой карьеры занимался юридической практикой, возглавлял анонимное общество национальной промышленности в Аелли.
Погиб 24 октября 1942 года в Аелли в дорожно-транспортном происшествии.